# Aegialia opacus
Aegialia opacus är en skalbaggsart som beskrevs av Brown 1931. Aegialia opacus ingår i släktet Aegialia och familjen Aegialiidae. Inga underarter finns listade i Catalogue of Life.